# Liste der denkmalgeschützten Objekte in Großsteinbach
Die Liste der denkmalgeschützten Objekte in Großsteinbach enthält die 7 denkmalgeschützten, unbeweglichen Objekte der Gemeinde Großsteinbach im steirischen Bezirk Hartberg-Fürstenfeld.

## Denkmäler
| Foto |                 | Denkmal                                                         | Standort                                    | Beschreibung | Metadaten |
| ---- | --------------- | --------------------------------------------------------------- | ------------------------------------------- | --- | --- |
| ja   | Datei hochladen | Ortskapelle hl. Johannes Nepomuk HERIS-ID: 5793 Objekt-ID: 1667 | Standort KG: Großhartmannsdorf              | | BDA-Hist.: Q37850909 Status: § 2a Stand der BDA-Liste: 2025-06-30 Name: Ortskapelle hl. Johannes Nepomuk GstNr.: .125 Ortskapelle hl. Johannes Nepomuk (Großhartmannsdorf) |
| ja   | Datei hochladen | Pfarrhof HERIS-ID: 5775 Objekt-ID: 1649                         | Großsteinbach 5 Standort KG: Großsteinbach  | Der barocke Pfarrhof mit Lisenengliederung und Fensterstuckdekor trägt eine Inschrift aus dem Jahr 1693. | BDA-Hist.: Q37850477 Status: § 2a Stand der BDA-Liste: 2025-06-30 Name: Pfarrhof GstNr.: 1864/1                                                                            |
| ja   | Datei hochladen | Gasthof Bleikolb HERIS-ID: 5779seit 2023                        | Großsteinbach 73 Standort KG: Großsteinbach | | BDA-Hist.: Q119231440 Status: Bescheid Stand der BDA-Liste: 2025-06-30 Name: Gasthof Bleikolb GstNr.: 1889 Gasthof Bleikolb                                                |
| ja   | Datei hochladen | Kath. Pfarrkirche hl. Magdalena HERIS-ID: 5776 Objekt-ID: 1650  | Standort KG: Großsteinbach                  | Die 1400 erstmals urkundlich erwähnte Pfarrkirche wurde in der 2. Hälfte des 17. Jahrhunderts umgebaut und im Spätbarock nochmals erweitert. Ihre Westfassade wird von einem Giebelturm überragt. Im Inneren weist sie ein dreischiffiges Langhaus sowie einen einjochigen Chor auf. Hochaltar, Seitenaltäre und Kanzel stammen aus der 2. Hälfte des 18. Jahrhunderts. | BDA-Hist.: Q20754100 Status: § 2a Stand der BDA-Liste: 2025-06-30 Name: Kath. Pfarrkirche hl. Magdalena GstNr.: .137 Pfarrkirche Großsteinbach                             |
| ja   | Datei hochladen | Josefssäule HERIS-ID: 5778 Objekt-ID: 1652                      | Standort KG: Großsteinbach                  | | BDA-Hist.: Q37850662 Status: § 2a Stand der BDA-Liste: 2025-06-30 Name: Josefssäule GstNr.: 1890                                                                           |
| ja   | Datei hochladen | Mariensäule HERIS-ID: 5774 Objekt-ID: 1648                      | Standort KG: Großsteinbach                  | | BDA-Hist.: Q37850465 Status: § 2a Stand der BDA-Liste: 2025-06-30 Name: Mariensäule GstNr.: 1866                                                                           |
| ja   | Datei hochladen | Ortskapelle hl. Florian HERIS-ID: 5790 Objekt-ID: 1664          | Standort KG: Kroisbach                      | | BDA-Hist.: Q37850891 Status: § 2a Stand der BDA-Liste: 2025-06-30 Name: Ortskapelle hl. Florian GstNr.: .38/2, 1854 Ortskapelle hl. Florian (Kroisbach)                    |